# Prinia crinigera
La prinia estriada (Prinia crinigera) es una especie de ave paseriforme de la familia Cisticolidae propia del sur de Asia.

## Distribución y hábitat
Se extiende por los montes y montañas del sur de Asia, desde Afganistán, a través del Himalaya y sus estribaciones, hasta China y Taiwán.